# Christopher Stell (Gitarrist)
Christopher „Chris“ Stell ist ein britischer Gitarrist und Musikpädagoge.

## Leben
Stell studierte an der Royal Academy of Music Gitarre bei Michael Lewin. Noch während des Studiums gründete er 1989 mit Mark Eden das Eden Stell Guitar Duo. Mit einem Stipendium der Worshipful Company of Musicians vervollkommneten beide ihre Ausbildung bei dem brasilianischen Gitarrenduo Sergio und Odair Assad in Brüssel.
Das Duo trat bei den Lane Group’s Young Artists’ Concert Series auf, gewann den Wettbewerb der South East Musicians’ Platform, gab Konzerte mit dem Prague Chamber Orchestra und dem International Philharmonic Orcheestra und nahm an Konzerten der Guitar Foundation of America (2009), den Omni Foundation Concert Series in San Francisco (2010), dem London Guitar Festival (2008-9) und dem Alla Grande Festival in Kanada (2009) teil. Komponisten wie Stephen Dodgson, Adam Gorb, Dušan Bogdanović, Gary Ryan und Johannes Möller schrieben für das Duo, und mehrere CDs erschienen bei den Labels BSG, Hannsler Classics und Docker. 
2000 wurde Stell als Honorary Associate der Royal Academy of Music ausgezeichnet. Er ist künstlerischer Leiter des Mosaic Guitar Ensemble und gründete 2007 mit Eden das Vida Guitar Quartet. Er unterrichtet Gitarre am Royal College of Music.